# Apolista
Apolista (Lapachu), indijanski narod iz Bolivije u područku rijeke Apolo (misija Apolo). Jezično čine posebnu porodicu, koju neki pripisuju 'Velikoj porodici' Arawakan, a po Daniel G. Brintonu pripadaju u Tacanan.
Meredith Dudley s univerziteta Tulane navodi kako ih se smatra s potomke Arawaka koji su se širili iz pordručja Amazone prema Andama. Svoje ime dobivaju po misiji Apolo utemeljene 1696. za plemena Leco, Aguachile i Pamaino. Danas se vode kao nestali. Jezik im se nazivao lapacho ili lapachu.